# 中国人民解放军陆军装甲第四旅
装甲第四旅（英語：4th Armored Brigade），是中国人民解放军陆军曾经的一个装甲旅，2017年撤编。

## 概述
1969年4月1日，坦克第四师成立，下辖：
- 坦克第十三团（前坦克自行火炮第二三七团）
- 坦克第十四团（前坦克自行火炮二五二团）
- 坦克第十五团（前坦克自行火炮第二五三团）
- 坦克第十六团（前坦克自行火炮第三九七团）

1976年，坦克第十四团调出坦克第四师建制，成为陆军第十六军独立坦克团。沈阳军区独立坦克一团调入并使用坦克第十四团番号。1983年成立炮兵团和装甲步兵团，并调入陆军第十六军建制。
1998年改为装甲第四师。2011年，装甲第四师拆分出一半的营组成机械化步兵第二〇四旅，余部改为装甲第四旅，2017年撤销建制，人员融入重型合成第二〇四旅。

## 沿革
- 坦克第四师——（1968年4月1日-1998年10月）
- 陆军第十六集团军装甲第四师——（1998年10月-2011年11月）
- 陆军第十六集团军装甲第四旅——（2011年11月-2017年4月）[1]